# 1998 en Israël
Chronologie d'Israël (en)
- 1994
- 1995
- 1996
- 1997
- 1998
- 1999
- 2000
- 2001
- 2002

Cette page concerne les évènements survenus en 1998 en Israël  :

## Évènement
- 30 janvier : Résolution 1151du Conseil de sécurité des Nations unies (en)
- 4 mars : Élection présidentielle
- 27 mai : Résolution 1169 du Conseil de sécurité des Nations unies (en)
- 30 juillet : Résolution 1188du Conseil de sécurité des Nations unies (en)
- 23 octobre : Accords de Wye Plantation entre Israël et l'Autorité palestinienne.
- 25 novembre : Résolution 1211 du Conseil de sécurité des Nations unies (en)

## Sport
- Championnat d'Israël de football 1997-1998
- Championnat d'Israël de football 1998-1999
- Participation d'Israël aux Jeux olympiques d'hiver de Nagano.

## Culture
- Participation au Concours Eurovision de la chanson et victoire de la chanteuse israélienne.

### Sortie de film
- Train de vie
- Yom Yom

## Création
- Ahuzat Barak (en)
- Betzefer (en)
- Fondation Al Ma'mal pour l'art contemporain (en)
- Synagogue Cymbalista

## Dissolution - Fermeture
- Beitar Lod F.C. (en)
- Hapoel Gedera F.C. (en)
- Hapoel Nahliel F.C. (en)
- Hapoel Yehud F.C. (en)
- Mirabilis (rachat par AOL)